# 塔拉烏馬拉人
塔拉烏馬拉人（Tarahumaes，Tarahumaras，Rarámuri Indians），根據2008年資料，塔拉烏馬拉族人口約有106,000人，為北美最大的原住民群體之一。
塔拉烏馬拉人分布在墨西哥契瓦瓦州的山區及峽谷區。使用塔拉烏馬拉語言，隸屬猶他-阿茲特克語系，信仰天主教及其原始信仰。
多保有其傳統生活，近年來受觀光業及政策影響而有逐漸走向現代化的趨勢。

## 民族分佈、人口與語言

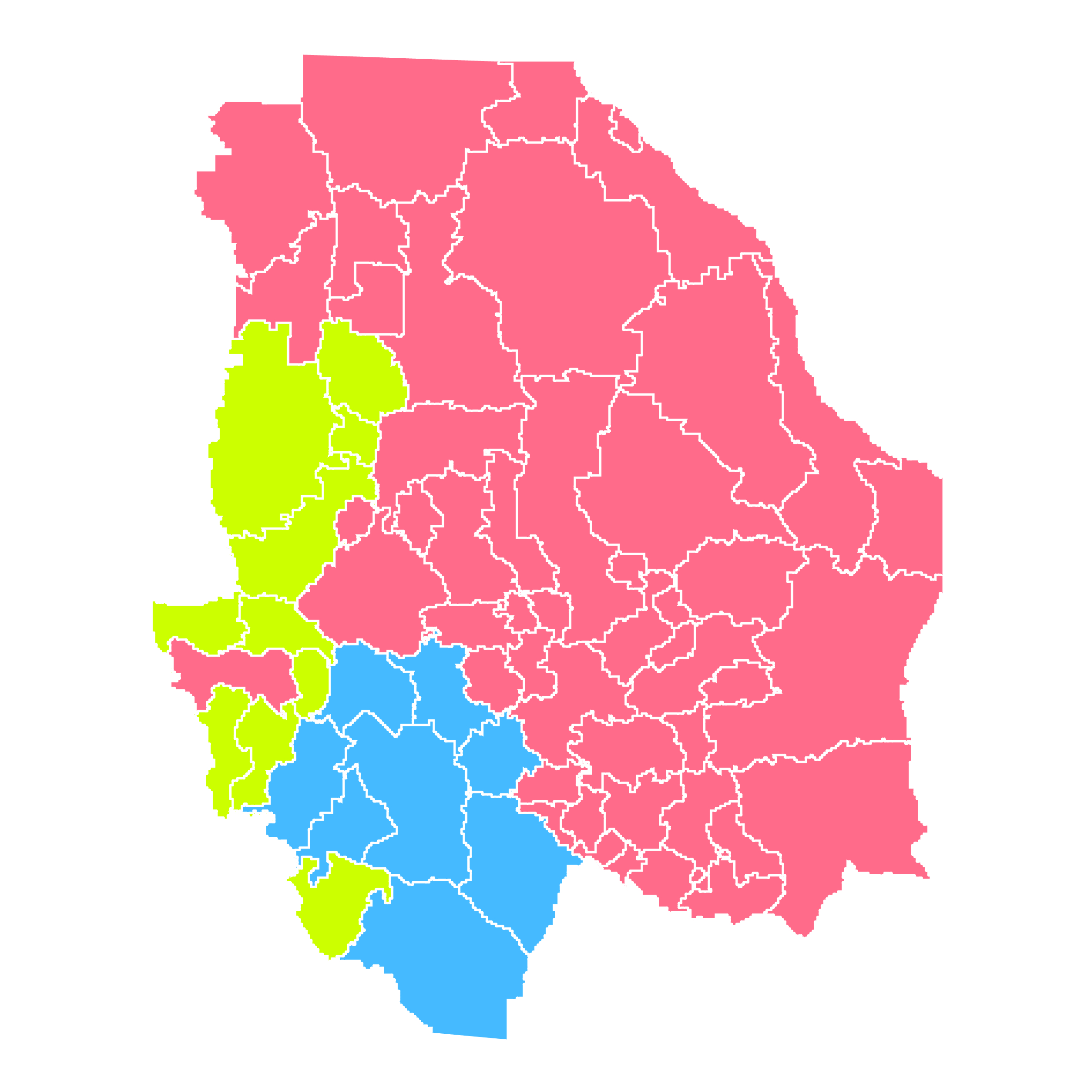
塔拉烏馬拉人於契瓦瓦州的分布圖。

### 民族分佈
在西班牙紀錄中，塔拉烏馬拉人分佈於墨西哥契瓦瓦州中西部，大致介於西經106至108度,北緯26至30度。
在殖民統治時期，一些塔拉烏馬拉族人進入了西班牙殖民經濟中心，位於其原分布區的南部和東部地區，而另一些則退守到西部，在非印第安人移民及新興混血社會的影響下，其居住地已減少至契瓦瓦州西部山區及峽谷地帶。
許多塔拉烏馬拉族人在炎熱的夏季居住在較涼爽的山區，冬季時則又遷移到地勢較低、氣候較溫和的峽谷區。

### 人口
1980年墨西哥人口調查紀錄有62,419位五歲以上的塔拉烏馬拉語言使用者，2006年估計之塔拉烏馬拉族人口約在50,000至70,000人之間，根據2008年之人口調查統計則約有106,000塔拉烏馬拉族人居住在墨西哥，是北美最大的原住民族群體之一。

### 語言
塔拉烏馬拉語言，隸屬於猶他-阿茲特克語系，在現存語言中與Guaorijío及Yaqui-Mayo語言最為相關，有關於方言的數目語言學專家之間尚無達成一致意見，包含兩個競爭方案：四種與五種，分別由1990年為墨西哥政府工作的語言學家及民族語言學家實地調查提出。
墨西哥政府初步認可的五種方言與民族語言學家提出的不盡相同。墨西哥研究人員指出，塔拉烏馬拉方言的知識仍然不完整，且存在超過五種方言的可能性。

## 地理環境

墨西哥契瓦瓦州

### 地形
| 亞熱帶高原氣候(Cfb) 溼潤亞熱帶氣候(Cwa) 草原氣候(BSk) 溫帶沙漠氣候(BWk) 熱帶沙漠氣候(BWh) |

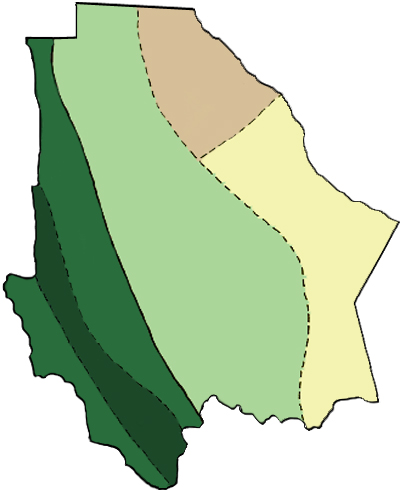
Köppen Climate Zones

契瓦瓦州是墨西哥最大的州，占全國土地的12.6%，與美國德克薩斯州相鄰，該州大致由三種地質區組成：西南方高山、中心平原-峽谷、東方沙漠，氣候與生態系統各異。

### 氣候
塔拉烏馬拉族所分布之西部山區主要為亞熱帶高原(Cfb)與溼潤亞熱帶(Cwa)氣候，夏季涼爽，冬季溫和。

## 歷史沿革

莫戈隆文化位置圖

塔拉烏馬拉族被認為是莫戈隆文化的後裔，可用微薄的考古證據證明塔拉烏馬拉人居住在契瓦瓦州至少兩千年。
十七世紀起，西班牙開始對美洲各地包括塔拉烏馬拉族的領地進行殖民侵略，其主要動機是看上當地蘊藏豐富的金銀礦資源，塔拉烏馬拉人亦被迫作為殖民經濟中的免費勞動力從事採礦等工作。殖民者帶來疾病導致大量的美洲原住民死亡，同時也帶來歐洲的畜牧與農業技術。
西元1639到1767年之間，耶穌會在塔拉烏馬拉區域建立教會，但大多數的塔拉烏馬拉人僅和教會維持一個鬆散的從屬關係，雖有一些塔拉烏馬拉人融入西班牙的殖民社會中，但大多數的族人都抵制西班牙的擴張，在十七世紀有數個起義行動爆發。
西元1767年到十九世紀中葉，方濟會及世俗教士取代了耶穌會，隨著1821年墨西哥獨立後伴隨而來的社會與經濟混亂，該教會系統放棄對塔拉烏馬拉人的統治，由耶穌會重新建立起來。墨西哥政府和天主教教會提供塔拉烏馬拉人學校及醫療服務。
到了二十世紀晚期，新教傳教士已活躍在塔拉烏馬拉社區間，並提供一些社會服務。

## 社會、家庭與婚姻

### 社會
塔拉烏馬拉族社會組織的基本單位為家庭。鄰近家庭在儀式的執行和日常工作中合作，如玉米的種植與收割。家庭與在西班牙殖民時期由天主教傳教士建立的組織單位普韋布洛具有隸屬關係。
塔拉烏馬拉族社會是平等的，雖然個體在土地及牲畜擁有數量上有差異，但財富並沒有轉化為政治權力，並且具有再分配機制能夠防止階級分化的發展，男人與女人亦被視為互補平等。

### 家庭
家戶由核心家庭組成，通常會擴及夫妻其中一方的親屬，但很少同時包含兩者。關係親近的核心家庭往往比鄰而居，便於分享食物及共同分擔工作。

#### 財產繼承
子女從父母雙方平等繼承，配偶不互相繼承，但未亡配偶在無現存子女或充當子女財產代理人時會保有一部份財產。
在生活中，父母通常會給予子女牲畜 (特別是在子女新婚期間)，使他們能夠開始形成獨立的經濟基礎。

#### 社會化
孩子享有相當大的獨立性，在犯錯時會受到責罵但鮮少以打的方式教育。年紀較長的手足及祖父母共同分擔撫養孩子的義務。
塔拉烏馬拉族沒有成年禮及正規的教育機構，孩子藉由參與家庭和社群活動的方式受到教育。
另外，多數孩童會參與政府或教會所建立的小學，某種程度上打擾了傳統的文化傳承。

### 婚姻
理論上共有一個直系祖先的人不能結婚，但在實踐上通常此禁令只延伸至遠房堂(表)兄弟姊妹，因為超過三代的家譜連接很少被記住。
許多婚姻受到特殊的婚姻官員安排，除了受到天主教影響較大的塔拉烏馬拉族人受神父安排外。由
於沒有關係的男女之間往來是不被鼓勵的，年輕的人們經常結婚數次直到找到適合且穩定的伴侶。新婚夫婦往往來回於各自的原生家庭之間直到他們經濟獨立。
一夫多妻制存在但少見。

## 產業與生活

### 產業

#### 第一級產業
塔拉烏馬拉人的主要農作物是玉米、豆類、青菜、南瓜和菸草，並畜養牛、雞、羊等動物，也獵食野生動物及淡水魚類。

#### 第二級產業

##### 礦業
礦業可追溯至西元950年的托爾特克及馬雅文明。
當地的馬德雷山脈是世界上最豐富的黃金、白銀蘊藏地，採礦導致森林砍伐、河流流域汙染及野生動物的消失，帶來環境景觀的改變及重金屬的傳播。

#### 第三級產業

##### 觀光業
馬德雷地勢偏僻，長期擔任庇護塔拉烏馬拉族的角色。即使塔拉烏馬拉人並未尋求曝光，交通與觀光的擴張卻仍為他們同時帶來了機會與問題。
政府建造鐵路、規劃飯店與購物中心等加速當地的現代化，鐵路沿線經過許多塔拉烏馬拉村莊，以觀賞當地原住民文化吸引遊客湧入。
塔拉烏馬拉族婦女與孩童成為小販，兜售籃子、織品等特意迎合觀光客喜好的紀念品。
為了獲取觀光收入，塔拉烏馬拉人從觀光業改變自己的生活方式為滿足遊客對「野蠻人」刻板印象的期待。

#### 其他經濟活動
許多塔拉烏馬拉人在當地墨西哥經濟體系中工作以補其農業活動的不足，一般為伐木或道路建設的工作，並且為當地非印第安人從事家務勞動。
同時也透過出售農產品及其餘工藝品給外來遊客以賺取更多的金錢。
自殖民時期始，塔拉烏馬拉人開始外移至其領地外之經濟中心；二十世紀中後起，無論是短暫或永久的移民都持續增長中。

### 交換體系
塔拉烏馬拉族的傳統經濟是以物易物，而不是以現金方式交易。
另外，塔拉烏馬拉語中有一個單字"kórima"，並不直接譯成英文和西班牙文，意謂著分享。對塔拉烏馬拉人而言，付出和分享並不是一種施捨或是慈善的行為，因此接受餽贈時並不會有特別的感謝，"kórima"本身就含有分配財富、利益給每個人的義務之意，屬互惠式交換體系。

### 生活

#### 飲食
玉米是塔拉烏馬拉人飲食中最重要的主食，野生植物亦為飲食的重要組成成分。常見的玉米菜餚有皮諾爾、玉米餅、玉米粥、玉米粉蒸肉等。
小麥和水果由傳教士引進，是營養的次要來源，常見的水果有蘋果、杏、無花果及柳橙。
豆類是塔拉烏馬拉人重要的蛋白質來源之一，通常煮沸後進行油炸處理。
塔拉烏馬拉人也吃肉，但占他們飲食中的不到百分之五，大多食用魚肉、雞肉和松鼠。在特別的禮儀場合，亦會宰殺牛、羊等家畜並食用。

#### 服飾
傳統的塔拉烏馬拉族男子穿著寬鬆的頭巾和腰著並使他們的雙腿裸露，即使在酷寒的日子中；但現在更多穿著藍色牛仔褲及牛仔帽並搭配尖頭皮靴及腰帶。
大多數的塔拉烏馬拉族女子仍著色彩豐富的頭巾及帶有華美印花或深色的長裙；但現在同樣有部分女子改為穿著牛仔褲了。
另外，傳統用於織造的野生植物纖維現以被羊毛和商業紗線所取代。

#### 居住
塔拉烏馬拉族的生存策略通常選擇居那些對於都市人民而言較為偏遠的地區，保持隔離與獨立，以避免失去他們的文化，因此他們生活的方式受到山地景觀的保護得以維持其獨立性。

## 信仰與習俗

### 宗教信仰
天主教對塔拉烏馬拉族的影響已超越其原始信仰，但當代塔拉烏馬拉信仰主要的神為「我們的父親」和「我們的母親」，分別與太陽和月亮有關。
在許多社群，基督教的上帝（通常與耶穌基督混為一談）和聖母瑪利亞已被與這些神靈同化。
惡魔被認為是兄長卻無可撼動地反對「我們的父親」，同時被歸為非印第安人的父親，控制宇宙之下，而「我們的父親」和「我們的母親」則是掌管宇宙之上的世界。
尚有一些較小的神靈同樣會幫助或傷害人們但不作為人類和至高無上的神靈間的媒介，而天主教中的聖人幾乎完全缺席。
當代塔拉烏馬拉宗教傾向於和他們的神靈間保持一適當關係，不論其為善神或惡神，他們透過舞蹈、供品等方式試圖發揚善神的善意抑或轉移惡靈的惡意。

### 習俗

#### Tesgüinadas
Tesgüinadas是塔拉烏馬拉族的一種酒會，通常與宗教儀式一起舉行。這些集會是塔拉烏馬拉人之間的社交活動，大多在冬季舉行。
Tesgüinada活動包含雨季、豐年祭、週日聚會等，其中部分活動會在公共活動（包含鄰居相互幫忙打理農事、建造穀倉、畜欄等事務）中或結束後舉行。豐年祭和雨季會在耕種期舉行以確保當季能豐收，這些祭典需要巫師、僧人或吟誦者的帶領。Tesgüinada的進行經常伴隨著舞蹈及音樂的演奏。
Tesgüinadas是塔拉烏馬拉文化中相當重要的一部份，也經常是男人能和妻子有親密接觸的唯一一段時間。塔拉烏馬拉人個性內斂害羞並注重隱私，這些活動就扮演了他們之間的社交潤滑劑。
Tesgüino是Tesgüinadas中很重要的一部份，Tesgüino是長年由玉米製成的一種發酵飲料，當玉米稀少時，也可以使用青稻草、仙人掌果實、灌木、小麥等作為原料。在人們喝下Tesgüino之前，必須將它獻給Onorúame，並將甕置於十字架前直到祭典結束。男孩十四歲時才可以喝Tesgüino，並在飲用之前須先經過一段訓斥或說教來教導他們身為男人的責任。

## 藝術與文學

### 音樂
音樂及舞蹈高度融入塔拉烏馬拉族人的社會生活，歌舞被視為可以為病痛、土地和農作物祈禱。
古典鋼琴家Romayne Wheeler寫道：「音樂使塔拉烏馬拉人生命的重要時刻神聖。」(Music sanctifies the moment in the life of all the Tarahumaras.) 和：「我們所有的行動都有音樂的意義。」(All of our actions have musical meaning.) 可見音樂之於塔拉烏瑪拉人的重要性。
塔拉烏馬拉族的笛子由生長在山谷間的甘蔗或青籬竹製成，通常與一種大型鼓一同演奏(一種受到西班牙影響的形式)，某些方面近似於史前瑪雅與阿茲特克文明的黏土長笛，相似的笛子也在墨西哥其他本土文化間普遍傳播。

### 工藝
塔拉烏馬拉人利用可取自當地的原料自製大部分的基本家庭生活用品、農具與禮儀用品，但他們亦購買現成品如布料、金屬工具和塑膠容器等。
另外，塔拉烏馬拉人也生產紡織品、陶器、樂器、木雕等以供應觀光市場。

## 現況

### 著名人士
- 丹尼爾‧龐塞‧德‧李安（Daniel Ponce de León），前WBO世界拳擊組織世界青年羽量級冠軍。
- Isidro Baldenegro López（英语：Isidro Baldenegro López），社區領袖和社會運動家。
- Edwin Bustillos（英语：Edwin Bustillos），屢獲殊榮的農業工程師。